# Orsodacne nigriceps
Orsodacne nigriceps is een keversoort uit de familie schijnhaantjes (Orsodacnidae). De wetenschappelijke naam van de soort werd in 1807 gepubliceerd door Pierre André Latreille.